# Ossobuco alla milanese

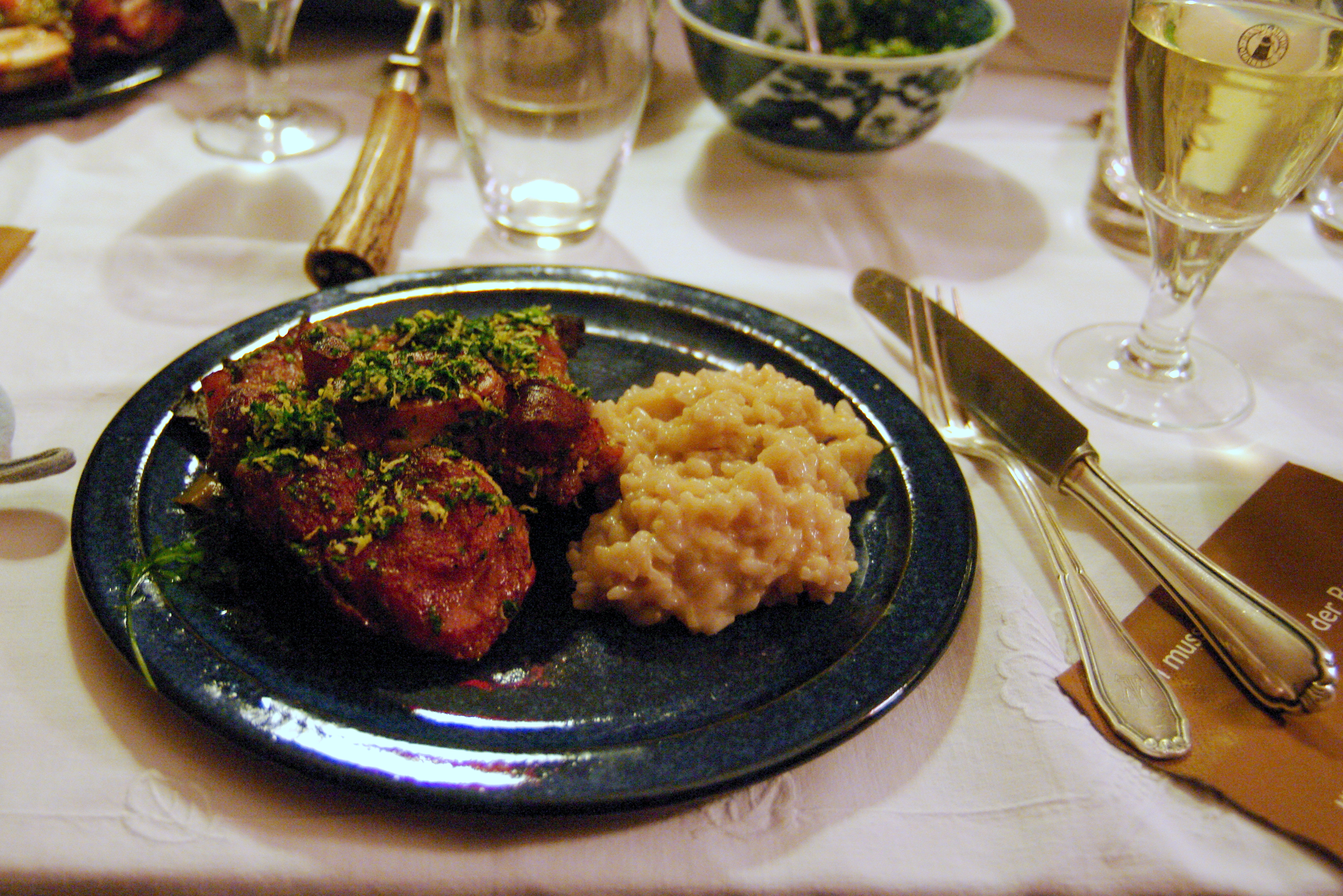
Ossobuco servito con il risotto

L'ossobuco alla milanese (Insubre: òss bus in milanese. òs büüs altra grafia; pronuncia: /ˌɔz ˈbyːs/) è un piatto tipico della cucina milanese ricavato dall'omonimo taglio di carne bovino (il garretto).

## Storia
L'ossobuco venne popolarizzato all'infuori dell'Italia sul finire dell'Ottocento grazie a Pellegrino Artusi, autore di La scienza in cucina e l'arte di mangiar bene (1891). Si presume che l'alimento divenne noto nelle Americhe grazie agli immigrati italiani giunti sul luogo. Nel 2007 ha ottenuto il riconoscimento De.C.O.

## Preparazione
Ci sono vari modi di preparare l'ossobuco alla milanese. La parte da cucinare proviene dalla tibia della vitella da latte, da cui si ricavano fette di circa 3-4 cm di altezza, contenenti l'osso che, nel piatto mostra, appunto, il buco contenente il midollo. Parte integrante della ricetta dell'osso buco alla milanese è la gremolada, trito finissimo a base di limone, aglio e prezzemolo.
Può essere servito come seconda portata, ma solitamente accompagna il risotto allo zafferano e costituisce con esso un piatto unico. Nella sua versione con il pomodoro può anche venire accompagnato con la polenta o il purè di patate. Nei territori a sud del Po, a volte, viene servito con la pasta.